# 双頭の鷲 (戯曲)
『双頭の鷲』（そうとうのわし、仏: L'Aigle à deux têtes）は、1946年に初演されたジャン・コクトー作の戯曲。

## 登場人物
- 王妃 : エドヴィージュ・フィエール（英語版）
- スタニスラス : ジャン・マレー
- エディット・ド・ベルグ : シルヴィア・モンフォール（英語版）
- フェリックス・ド・ヴィレンシュタイン : ジャン・ドビュクール（英語版）
- フェーン伯爵 : ジャック・ヴァレンヌ（英語版）
- トニー : ジョルジュ・アミネル（英語版）

## ストーリー
バイエルンの王妃は、婚礼の朝、夫たる王が暗殺されて以来、皇太后に政治を委ねて喪に服し、決して人前に素顔を見せることはなかった。国王の10年目の命日、新婚の夜を迎えるはずだったクランツ城の寝室に2人分の食事を用意させた王妃は亡き夫に話しかける。嵐の中、窓から、王の肖像画に生き写しの若者スタニスラスが倒れ込んでくる。若者は王妃を誹謗する詩を「アズラエル」（死の天使）の名で秘密出版した無政府主義者だったが、王妃は彼の正体がアズラエルであることを察知するが新しい読書係に任命する。翌日、2人の孤独な魂は急速に接近し、愛を告白しあう。そこへ陰で暗殺の糸を引く警察長官フェーンが参内する。

## 映像化
1948年、コクトー自身の監督・脚本により映画化されている。

## 日本語版
1956年（昭和31年）関西新劇の青猫座が上演｡
1968年（昭和43年）10月2日より翻訳：池田弘太郎、演出：松浦竹夫、監修：三島由紀夫､主演：丸山明宏、中山仁で初めて演じられた。（美輪明宏に改名後、1997年（平成9年）岸本祐二、1999年（平成11年）髙嶋政宏､2007年（平成19年）と2008年（平成20年）木村彰吾を相手役に再演された｡）
1979年（昭和54年）3月14日より演出：松浦竹夫、主演：有馬稲子、瑳川哲朗で博品館劇場で演じられた｡
1990年（平成2年）演出：デヴィッド・ルヴォー､主演：麻実れい、堤真一が演じ､1994年同じ２人で再演された｡

### ミュージカル
2016年（平成28年）、宝塚歌劇団の宙組公演で専科所属の轟悠主演でミュージカルとして上演された。脚本・演出は植田景子楽曲斉藤恒芳。

#### 主なキャスト
- スタニスラス：轟悠
- 王妃：実咲凜音
- フェーン伯爵：愛月ひかる
- フェリックス・ド・ヴァルレンスタイン公爵：桜木みなと
- 王太后：瀬戸花まり
- エディット・ド・ベルク：美風舞良
- ストーリーテラー：和希そら

## 日本語訳
- 『双頭の鷲』、中村真一郎訳、「ジャン・コクトー全集 戯曲　第七巻」東京創元社